# لاميناريا منتفخة
لاميناريا منتفخة (الاسم العلمي: Laminaria bullata) هو نوع من الطلائعيات يتبع جنس اللاميناريا من فصيلة اللامينارية.